# HD 85980
HD 85980，又名CD-44 5987，SAO 221592、HR 3925，是一颗恒星，视星等为5.71，位于銀經273.25，銀緯7.14，其B1900.0坐标为赤經9h 50m 21.2s，赤緯-44° 7.14′ 40″。